# غابي باول
غابي باول (بالإنجليزية: Gabe Paul)‏ هو مدرب كرة القاعدة ‏ أمريكي، ولد في 4 يناير 1910 في روتشستر في الولايات المتحدة، وتوفي في 26 أبريل 1998 في تامبا في الولايات المتحدة.